# Фрауеннойгартінг
Фрауеннойгартінг (нім. Frauenneuharting) — громада в Німеччині, розташована в землі Баварія. Підпорядковується адміністративному округу Верхня Баварія. Входить до складу району Еберсберг. Складова частина об'єднання громад Аслінг.
Площа — 22,68 км2. Населення становить 1579 ос. (станом на 31 грудня 2020).

## Географія

### Адміністративний поділ
Громада  складається з 34 районів:
| - Айхат - Альме - Ангер - Баумберг - Бібінг - Бух - Айхбіхль - Ешенло - Герсдорф - Грабен - Гросашау - Гагенберг - Гагінг - Гальбайс - Гаус - Гаймгартен - Гохгольц | - Гунгерберг - Якобнойгартінг - Кляйнашау - Кногль - Лакке - Лаутербах - Ліндах - Мозен - Ед - Раунстедт - Райт - Рід - Шаурах - Шпециграбен - Штахет - Тегернау - Вімперзінг |